# Persoonia moscalii
Persoonia moscalii (лат.) — кустарник, вид рода Персоония (Persoonia) семейства Протейные (Proteaceae), эндемик юго-западной Тасмании (Австралия).

## Ботаническое описание
Persoonia moscalii — стелющийся кустарник до 1 м в диаметре с главными ветвями, растущими горизонтально и несущими боковыми ветвями, которые поднимаются на 4-5 см над землёй. иногда до 10 см. Листья от обратнояйцевидных до лопатообразных 6-15 мм в длину и 2-4 мм в ширину. Верхняя поверхность листа от плоской до вогнутой. Листья растут вертикально, а те, что образуются на нижней стороне горизонтальных ветвей, изгибаются, чтобы расти вверх. Жёлтые цветы появляются в феврале и марте. Блестящие тёмно-красно-пурпурные плоды имеют овальную форму размером 0,8 см в ширину и 1 см в длину.

## Таксономия
Австралийский ботаник Тони Орчард описал P. moscalii в 1983 году, Видовой эпитет — в честь Тони Москаля, который собрал типовой образец 16 марта 1980 года и составил карту распространения и экологии этого вида. Род был рассмотрен Питером Уэстоном в серии Flora of Australia в 1995 году и три эндемичных тасманийских вида P. muelleri, P. gunnii и P. moscalii классифицированы в группе gunnii.

## Распространение и местообитание
Persoonia moscalii — эндемик Тасмании. Встречается только в окрестностях Мелалеуки, гавани Батерст и на хребтах Франкленд на юго-западе Тасмании. Растёт на южных склонах, на альпийских пустошах, на кварцитовых почвах на высотах от 640 до 760 м над уровнем моря.

## Экология
Вид опыляется пчёлами.

## Охранный статус
Вид классифицируется как «редкий» в соответствии с Законом о защите находящихся под угрозой исчезновения видов Тасмании 1995 года, но не внесён в федеральный список в соответствии с Законом об охране окружающей среды и сохранении биоразнообразия 1999 года.